# Comuna Berestivka, Lîpova Dolîna
Berestivka (în ucraineană Берестівка) este o comună în raionul Lîpova Dolîna, regiunea Sumî, Ucraina, formată din satele Berestivka (reședința) și Ialovîi Okip.

## Demografie
Componența lingvistică a comunei Berestivka
     Ucraineană (98,63%)
     Rusă (1,26%)
Conform recensământului din 2001, majoritatea populației comunei Berestivka era vorbitoare de ucraineană (98,63%), existând în minoritate și vorbitori de rusă (1,26%).